# Орловский Бахтина кадетский корпус
Орло́вский Бахтина́ каде́тский ко́рпус — среднее военно-учебное заведение для юношей дворянского происхождения, открытое в Орле в 1843 году.

## История
В 1835 году орловский и курский отставной помещик, полковник Михаил Петрович Бахтин, ходатайствовал о принятии от него капитала в 1 500 000 рублей и имения в 2700 душ крестьян на устройство кадетского корпуса в Орле. В приказе по военно-учебным заведениям от 31 декабря 1835 года император Николай I принял это пожертвование «на учреждение в г. Орле кадетского корпуса, назвав оный корпус Бахтина». Этим же приказом Бахтин был произведён в генерал-майоры с оставлением всей службы и удостоен Ордена Святого Владимира II степени.
В 1836 году к сделанному им пожертвованию он присоединил и своё родовое имение в 1469 душ со всем хозяйственным имуществом. После этого он был награждён специально отчеканенной в 1836 году памятной медалью «За благотворение юношеству».

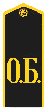
Погон Орловского Бахтина кадетского корпуса.

Орловский Бахтина кадетский корпус открылся в составе 5 рот, причём 4 строевые роты должны были состоять в Орловском, а 5-я неранжированная — в Тульском корпусах. В каждой из рот предусматривалось по 75 человек, но оставалось ещё 25 вакансий для своекоштных воспитанников.
Срок обучения составлял 6 лет. Официально кадетский корпус был учреждён Высочайшим повелением от 1 мая 1843 года.
Орловский Бахтина кадетский корпус был одним из лучших военно-учебных заведений Российской империи, в котором учились дети из потомственных дворянских семей, дети офицеров, принятых на службу в корпус, а к началу XX века более половины воспитанников составляли сироты офицеров Русской армии. При поступлении мальчики должны были показать свое умение читать и писать, а также знать четыре правила арифметики.
Для учебы кадет были созданы все необходимые условия: великолепные по тем временам учебные кабинеты, гимнастический зал, столовая, собственная пекарня, производственные мастерские для занятия кадет, лазарет. Библиотека располагала антикварными изданиями, поступившими в корпус в качестве дара от благодарных жителей Орловской и близлежащих губерний.
При посещении корпуса в сентябре 1845 года наследник цесаревич Александр Николаевич сравнил порядок и чистоту в корпусе с царским дворцом.
Особое внимание было обращено на преподавательский состав корпуса, который подбирался на конкурсной основе, после взыскательного собеседования. Исключительно значимой была роль офицеров-воспитателей, определяемых на службу по рекомендации Генерального штаба:

«Офицер-воспитатель должен был иметь педагогические склонности, обладать выдержкой, корректностью, высокой общей культурой и гуманностью. Его задача была самой благородной: научить кадет трудолюбию, честности, добронравию, преданности Отечеству и Православной Церкви, послушанию, почтительности к родителям, любви к ближнему. Среди кадетских заповедей высоко ставились чувство товарищества и братства, стремление не завидовать жизни не посредствам, отвращение к фатовству, заботы о младших кадетах, как братьях, способность терпеть лишения».

Большое внимание в корпусе уделялось физической подготовке. Кадеты занимались легкой атлетикой, гимнастикой, фехтованием, учились танцам Особое внимание обращалось на умение вести себя в светском обществе на балах и приемах. Кадеты осваивали слесарное, столярное и другие ремесла.
На южной окраине Орла размещался летний лагерь «Ботаника» для тех кадет, которые не уезжали на каникулы домой. Под руководством воспитателей они совершали пешеходные экскурсии по окрестностям, поездки по городам России с образовательной целью с посещением музеев, достопримечательностей. Целью таких поездок было расширение кругозора воспитанников. Поощрялось фотографирование, создание зарисовок, набросков.
В 1917 году Орловский Бахтина кадетский корпус был распущен. В его здании начала работать 8-я Советская трудовая школа, впоследствии военная специализация была восстановлена с преобразованием в Орловское бронетанковое училище имени М. В. Фрунзе. Это учебное заведение проработало вплоть до начала ВОВ (до оккупации города Орла 3 октября 1941 г.). В период оккупации города Орла здание Бахтина Кадетского корпуса использовалось как госпиталь. В 1943 г. при освобождении города Орла Здание штаб-квартиры корпуса было частично разрушено и впоследствии разобрано на стройматериалы, само учебное заведение не было восстановлено и исчезло без правопреемника. В 1940-е гг. территория Кадетского корпуса превращена сначала в пустырь, в 1949 г. благоустроена с переименованием в Сквер Гуртьева. В середине 2000-х гг. на месте здания корпуса возведена Публичная библиотека университета с образованием вокруг неё Каменской площади.

## Директора
- 1843—1854 — полковник (затем генерал-майор) С. И. Тиньков
- 1854—1863 — генерал-майор (генерал-лейтенант с 1859) В. А. Вишняков
- 1863—1867 — генерал-майор Д. Х. Бушен
- 1867—1872 — генерал-майор Г. Д. Щербачев
- 1872—1884 — генерал-майор В. К. Чигарев
- 1884—1902 — генерал-майор Н. Н. Светлицкий
- 1902—1905 — полковник В. Л. Лобачевский[1]
- 1905—1917 — генерал-майор Р. К. Лютер[2]

## Известные выпускники
- Бардский, Мануил Казимирович
- Бахтин, Александр Николаевич
- Буйвид, Рафаил Викентьевич — русский генерал-майор, георгиевский кавалер
- Вишняков, Николай Петрович (1871—1937) — русский литератор, автор трудов по военному праву, литературный критик, писатель, поэт и переводчик Альфреда де Мюссе; генерал-майор Русской императорской армии.
- Коровин Николай Васильевич (1894—1916)- поручик Русской императорской армии, выпускник Михайловского Артиллерийского училища, Орловского Бахтина кадетского корпуса, кавалер орденов Св. Анны 4,3 ст.,Св. Станислава 3,2ст.